# 方家山原子力発電所
方家山原子力発電所(中国語: 方家山核电站)は浙江省嘉興市海塩県に建設中の原子力発電所。秦山原子力発電所の北部に隣接している。2基の1,080MWe級の加圧水型軽水炉CPR-1000が、260億元の費用をかけて建設中である。
2008年12月26日に1号機にコンクリートの流し込みが始まった。2号機は2009年7月に着工した。原子炉は1号機が2013年12月から、2号機が2014年10月からそれぞれ商用運用が計画されている。

## 原子炉
方家山原子力発電所では2つの原子炉が運転中である。
|       | 原子炉形式     | 定格電気出力 | 総電気出力 | 熱出力  | 建設開始       | 運転開始       | 出典  |
| ----- | -------------- | ------------ | ---------- | ------- | -------------- | -------------- | ----- |
| 1号機 | PWR / CPR-1000 | 1012 MW      | 1089 MW    | 2905 MW | 2008年12月26日 | 2014年12月15日 | [ 4 ] |
| 2号機 | PWR / CPR-1000 | 1012 MW      | 1089 MW    | 2905 MW | 2009年7月17日  | 2015年2月12日  | [ 5 ] |